# Gone Too Soon
"Gone Too Soon" är en sång framförd av Michael Jackson som blev den sista singeln från albumet Dangerous. Låten är tillägnad Ryan White, en av Jacksons vänner som dog i aids 1990, 18 år gammal. Musikvideon består av klipp och foton av Ryan White. Låten framfördes under en öppningsceremoni för president Clinton 1993.

## Låtlista
1. Gone Too Soon – 3:21
2. Human Nature – 4:05
3. She's Out of My Life – 3:38
4. Thriller – 5:57